# رأس برج جليج
رأس برج جليج هو رأس بشمال غربي جزيرة جربة التونسية.
| رأس برج جليج |